# Шуппе, Георгий Николаевич
Гео́ргий Никола́евич Шу́ппе (11 марта 1971, Москва, РСФСР, СССР — 6 июня 2023, Лондон, Великобритания) — российский и британский предприниматель, венчурный инвестор, в 1996—2001 годах один из основателей и совладельцев, президент одного из первых крупных интернет-провайдеров России — компании «Cityline», сооснователь первого в России агентства онлайн-медиа и контент-провайдера «Нетскейт» («Вечерний интернет», «Паровозов-ньюс», «Сеновал», «Анекдоты из России» и т. д.).
С 2004 года и до своей смерти жил в Лондоне.

## Семья
Георгий («Егор») Шуппе родился в семье Николая Георгиевича Шуппе, доктора биологических наук, профессора и Надежды Исааковны Кикоин, патентоведа, дочери Исаака Константиновича Кикоина, академика АН СССР, физика, одного из отцов-основателей советской атомной программы и Курчатовского института, дважды Героя Социалистического Труда и лауреата Ленинской премии.
С 1997 по 2012 год состоял в браке с Екатериной Березовской, дочерью Бориса Абрамовича Березовского. Был отцом четверых детей.

## Карьера
В 1996 году Емельян Захаров, Егор Шуппе, Рафаэль Филинов, Михаил Бриджиди и автор этого поста создали первого российского интернет-провайдера федерального масштаба — на пике у Cityline были отделения в 14 городах. Когда мы начинали, интернетом хоть как-то пользовались 50 тысяч человек; когда в 1999 году мы продали компанию, доступ в Сеть имели более миллиона человек, из которых несколько сотен тысяч были нашими клиентами.

### Ранние годы
1977—1987 гг — учёба в средней общеобразовательной школе № 171 в специализированном классе на базе Химического факультета МГУ им. М. В. Ломоносова, увлекался химией и биологией.
В 1984 году Егор стал победителем московской городской олимпиады по химии.
В 1987—1989 гг. — учёба на отделении химии и технологии биологически активных соединений Института тонких химических технологий (в 2015 года был слит с Московским государственным университетом информационных технологий, радиотехники и электроники (МИРЭА, МГУПИ) и преобразован в Российский технологический университет).
С конца восьмидесятых годов Егор Шуппе начал увлекаться компьютерами, генетикой и информационными технологиями, занимался импортом первых персональных компьютеров в СССР и позже России, создал первый компьютерный отдел в Институте общей генетики имени Н. И. Вавилова.
В 1991—1992 годах работал заместителем коммерческого директора первого в России арт-пространств — Центра современного искусства на Якиманке, основанного в 1990 году искусствоведом Леонидом Бажановым.
1991—1996 — участие в предпринимательских проектах (поставка куриных окорочков, создание сбытовой системы поставок автомобилей, проектирование и реализация сети АЗС и т. д.) в качестве вице-президента Торгового дома «Негоциант» и главы холдинга «Магнат».

### Ситилайн
В 1996 году, совместно с Емельяном Захаровым и Рафаэлем Филиновым Егор Шуппе создает компанию Cityline, ставшую первым (после Релкома) и крупнейшим частным интернет-провайдером в России. В интервью 2019 года Шуппе рассказал, что сначала договорился о кредитном финансировании с группой инвесторов в составе Бориса Березовского, Романа Абрамовича, Евгения Швиндлера и Александра Волошина. «Это был кошмар, потому что получить от Бори деньги оказалось невозможным», — сообщил об итогах этих договорённостей Шуппе, приходившийся Березовскому зятем. В итоге Шуппе и Захаров были вынуждены найти другие источники первичного капитала. В 1997 году к проекту присоединился Демьян Кудрявцев, а в 1999-м Дмитрий Босов и Максим Барский.
Егор Шуппе был одним из основных акционеров и президентом компании.
В год начала работы компании общая численность пользователей Интернета в России составляла всего 60 тыс. человек, русскоязычный сегмент состоял из незначительного количества сайтов. В целях привлечения новых пользователей и увеличения средней выручки на пользователя (оплата услуги доступа к Интернет была повременной), Cityline принял стратегическое решение инвестировать в развитие бесплатного русскоязычного контента. Так появилась компания NetSkate (Нетскейт), продюсерский центр новых русскоязычных онлайн-медиа.
Для работы над проектами Нетскейт из Израиля в Россию прибыл Антон Носик, а Артемий Лебедев — из США. Именно из NetSkate выросли студия Артемия Лебедева и Lenta.ru.
Среди наиболее известных проектов Нетскейт, вошедших в историю Рунета: «Вечерний интернет» Антона Носика, «Паровозов-ньюс» Александра Гагина, «Сеновал» Сергея Кузнецова, «Анекдоты из России» Дмитрия Вернера и т. д.
Cityline была поглощена в 2001 году компанией Golden Telecom, к моменту завершения деятельности обслуживала более 150 тыс. абонентов.

## Венчурный бизнес в Великобритании
С 2002 года Егор Шуппе уехал из России и с 2004 жил и работал в Лондоне (Великобритания).
Выступал в качестве бизнес-ангела в отношении целого ряда высокотехнологических проектов, участвовал в привлечении венчурного финансирования под инновационные проекты в Великобритании, Германии, США и странах Восточной Европы.
В 2008 году, совместно с Эдвардом Шендеровичем, Егор Шуппе создал фонд инвестиций в технологические и интернет проекты Kite Ventures. За время своей деятельности фонд разместил инвестиций на общую сумму более 400 миллионов долларов.
Одним из наиболее успешных проектов фонда стала немецкая компания Delivery Hero, успешно разместившая свои акции на Франкфуртской бирже в июле 2017 с капитализацией более 5 млрд евро, а также Tradeshift — облачный сервис, соединяющий покупателей и продавцов, компании Groupon, Fyber, Mydeco.com и другие.

## «Дело Минеева» и запрос на экстрадицию
18 августа 2017 вступило в силу решение Магистратского суда Вестминстера об отказе в удовлетворении запроса Российской Федерации об экстрадиции Георгия Шуппе. Российские следственные органы обвинили Шуппе и предпринимателя Михаила Некрича в участии в организации убийства бизнесмена Александра Минеева. Михаил Некрич, в свою очередь, заявлял, что представители российских спецслужб предлагали ему оговорить Шуппе в обмен на прекращение уголовного преследования.
Английский суд признал уголовное преследование г-на Шуппе в России необоснованным, осуществляемым с многочисленными существенными нарушениями закона. Заключительный вывод судьи Кеннета Гранта гласит: «Я нахожу, что это дело будет определяться влиянием и давлением на судью для вынесения обвинительного приговора … независимо от сильной или слабой позиции обвинения». Суд также обратил внимание на то, что обвинение против Шуппе строится исключительно на показаниях двух свидетелей, один из которых является анонимным, а другой от своих показаний уже отказался. Россия не стала обжаловать решение суда.
Суд возвратил Шуппе ранее внесенный залог и освободил его от всех других ограничений.
Сам Шуппе категорически отрицал какую-либо причастность к «делу Минеева» и настаивал, что, вероятнее всего, являлся жертвой сговора между российскими спецслужбами и организованной преступностью. По его мнению, одним из элементов аферы являлось использование его имени и статуса для затягивания следствия в России: пока оно продолжалось, доход от объектов недвижимости перешел людям, связанным с фирмой ФОРУС; гендиректором всех этих фирм, по данным ВВС, значится некий Александр Шибаков. Шуппе подозревал, что криминал и силовики предположительно делят эти доходы.

## Классы Пятигорского
С 2002 года Егора Шуппе связывали тесные дружеские и рабочие отношения со всемирно известным российским и британский философом, востоковедом и писателем Александром Моисеевичем Пятигорским, также проживавшим в Лондоне.
С 2006 по 2009 год Егор Шуппе совместно с А. М. Пятигорским являлся соучредителем серии философских занятий, которые получили название «Классы АМП». Всего было проведено более 50 занятий и записано более 400 часов аудио и видео материалов. Тексты «Классов АМП» являются своего рода «философским завещанием» А. М. Пятигорского.
После смерти Пятигорского в 2009 году Егор Шуппе поддерживал работу по оформлению философского и творческого наследия философа. В рамках этого начинания был создан и работает Фонд наследия Пятигорского, изданы философские буддологические книги философа, а также его романы. Сайт по адресу www.alexanderpiatigorsky.com, задуманный Шуппе и разработанный при его непосредственном руководстве, содержит на сегодняшний день наиболее полный архив материалов: текстов, лекций и выступлений философа на русском и английском языках.

## Смерть
Умер 6 июня 2023 года из-за сердечного приступа.

## Личная жизнь
Был разведён, отец четырёх детей. Увлекался философией, искусством и технологиями.
Оказывал содействие созданию благотворительного фонда Антона Носика Pomogi.org.